# Agnes Friesinger
Agnes Friesinger (Bad Reichenhall, 27 oktober 1984) is een Duits voormalig langebaanschaatsster. Ze was gespecialiseerd in de korte afstanden.
Agnes Friesinger is de jongste van de Friesingers: haar oudere zus Anni (1977) en broer Jan (1980) schaatsten ook.
Friesinger debuteerde in 2005 in het wereldbekercircuit in het Duitse Inzell, haar woonplaats. Ze deed het prima met twee toptienklasseringen. Gedurende het seizoen 2005-2006 bleef ze constant goed rijden waardoor ze in maart 2006 ook in Heerenveen tijdens de wereldbekerfinales van de 1000 meter mocht starten.
Het seizoen 2006-2007 begon minder goed, ze degradeerde direct naar de B-groep. In december 2007 beëindigde Agnes Friesinger haar professionele schaatscarrière. In 2011 woonde ze een tijd in Finland samen met haar vriend Risto Rosendahl.

## Persoonlijke records
| Afstand    | Tijd    | Datum            | Baan           |
| ---------- | ------- | ---------------- | -------------- |
| 1000 meter | 1.14,90 | 13 december 2009 | Salt Lake City |

## Resultaten
| jaar | NK Afstanden | WK Junioren |
| ---- | ------------ | ----------- |
| 2004 |              | NC25        |
| 2008 | 7e 1500m     |             |